# Pod nadzorom
Pod nadzorom je epizoda Teks Vilera objavljena u #60. obnovljene edicije Zlatne serije, koju je 2018. godine pokrenuo Veseli četvrtak. Sveska je izašla 14. avgusta 2025. godine i koštala 790 dinara (6,74 €, 7,45 $). Sveska  je integralna verzija tri posebne sveske, koje su u Italiji premijerno izašle 1990. godine. Imala imala ukupno 366 strana. Korice A su originalne korice jedne od svezaka, koje je nacrtao Aurelio Galepini (1990), a korice B Rajko Miloševioć Gera (2025).

## Originalna epizoda
Epizoda objavljena je premijerno u Italiji u redovnoj ediciji u četiri sveske u #354-357. u periodu april-jul 1990. Scenario je napisao Klaudio Nici, a nacrtao Klaudio Vila.

## Sadržaj
Teks i Kit stižu u San Francisko da istraže nestanak policijskog inspektora Toma Devlina. U hotelu ih dočekuje njihov prijatelj Majk Trejsi, koji ih upoznaje sa problemom i odvodi kod urednika San Francisco Examinera, direktora Sema Brenana. Brenan im objašnjava da postoji čovek koji bi mogao da zna nešto o Devlinovom nestanku – nižerazredni advokat Biksler. On je, po nalogu svog klijenta, zatražio da se sastane sa Teksom. Bikslerov klijent je kapetan Drejk, poznatiji kao Crnobradi, koji je pre nekoliko godina oteo Tekksovog sina (#156 u originalnoj numeraciji). Drejk je završio u zatvoru, ali sada tvrdi da zna gde se nalazi Tom Devlin. Spreman je da otkrije te informacije samo pod uslovom da bude oslobođen, a jedini kojima veruje su Teks i Kit. U međuvremenu, načelnik policije u San Francisku šalje jednog policajca da prati Teksa i Kita, što oni ubrzo primećuju. Sastaju se sa Bikslerom, koji ih obaveštava da je Drejk trenutno zatvoren u Alkatrazu, koji je nedavno otvoren zbog naglog rasta broja zatvorenika i manjka mesta u postojećim zatvorima. Teks prihvata da se sastane sa Drejkom. Advokat Biksler organizuje odlazak Teksa i Kita do Alkatraza čamcem pod okriljem noći. Drejk im objašnjava uzroke nestanka Toma Devlina. Martin Linder i Aleks Monro stoje iza otmice. Prvi je zamenik šefa policije San Franciska, a drugi je veliki prevarant u belim rukavicama, vlasnik flote brodova, kazina, brojnih pušionica opijuma i praktično svega što donosi novac. Njih dvojica su organizovali kidnapovanje Toma Devlina da bi zajedno mogli da podele grad. Martin Linder bi postao načelnik policije, a Monro bi dobio dozvolu za dalji razvoj biznisa. Drejk je spreman da otkrije gde je trenutno Devlin zatočen, ali na to pristaje tek kada ga neko izbavi iz Alkatraza. Plan za izbavljanje već ima advokat Biksler. On je praktično napravio falsifikovane papire o premeštaju, naredbe za premeštaj kapetana Drejka u drugi zatvor. Jedini problem koji ima je da nađe dve osobe koje će u lažnim uniformama sa lažnim propusnicama i lažnim nalogom za premeštaj sa lažnim potpisom direktora sprovesti u delo taj plan. Teks i Kit se prijavljuju da urade taj zadatak.

## Premijerno objavljivanje ove epizode
Prvi deo ove epizode objavljen je u Zlatnoj seriji #1103, koja je izašla 26. jula 1993. godine. To je ujedno bio i poslednji broj originalne Zlatne serije. Cena tog izdanja iznosila je 30 miliona dinara. Sledeći najavljeni #1104 pod imenom Alkatraz nikada nije izašao.

## Epizode Teksa koje je crtao Klaudio Vila
Ova priča predstavlja treću epizodu Teksa na kojoj je radio Klaudio Vila. Svoj rad započeo je epizodom Ranč izgubljenih i U rukama Čejena objavljene u Zlatnoj seriji tokom 965–966. godine. U brojevima 1028–1030 objavljene su njegove epizode Tiha smrt, Pustinski duhovi i Slana laguna. Nakon ove priče, Vila je uradio i epizodu Crni tigar (#54).

## Prethodna i naredna epizoda Zlatne serije
Prethodna sveska Zlatne serije bila je iz serijala Marti Mistreija pod nazivom Generacije (#59), a naredna Mister Noa i Marti Misterija pod nazivom Bekstvo iz "Skajneta"" (#61).
Pogledati još: Zlatna serija (Obnovljena edicija)